# Międzynarodowy Kongres Geograficzny
Międzynarodowy Kongres Geograficzny – kongres organizowany przez Międzynarodową Unię Geograficzną (MUG). Kongresy odbywają się co 3-4 lata. Pierwszy odbył się w 1871 w Antwerpii.

## Lista kolejnych kongresów
- I Antwerpia 1871
- II Paryż 1875
- III Wenecja 1881
- IV Paryż 1889
- V Berno 1891
- VI Londyn 1895
- VII Berlin 1899
- VIII Waszyngton 1904
- IX Genewa 1908
- X Rzym 1913
- XI Kair 1925
- XII Londyn i Cambridge 1928
- XIII Paryż 1931
- XIV Warszawa 1934
- XV Amsterdam 1938
- XVI Lizbona 1949
- XVII Waszyngton 1952
- XVIII Rio de Janeiro 1956
- XIX Sztokholm 1960
- XX Londyn 1964
- XXI Delhi 1968
- XXII  Montreal 1972
- XXIII Moskwa 1976
- XXIV Tokio 1980
- XXV Paryż 1984
- XXVI Sydney 1988
- XXVII Waszyngton 1992
- XXVIII Haga 1996
- XXIX Seul 2000
- XXX Glasgow 2004
- XXXI Tunis 2008
- XXXII Kolonia 2012